# Фризе, Генрих
Генрих Фризе (англ. Heinrich Friese; 4 мая 1860 года, Шверин — 8 сентября 1948 года, Шверин) — немецкий биолог, энтомолог, один из крупнейших в истории специалистов по пчёлам, таксономист, описавший около 2 тыс. новых для науки видов насекомых.

## Биография
Родился 4 мая 1860 года, в г.Шверин (Германия). Полное имя — Heinrich Friedrich August Karl Ludwig Friese. Его родителями были крупный мастер органных дел Фридрих Фризе из Мекленбурга (нем. Friedrich Friese III) и Мария Мюллер из Шверина (нем. Maria, née Müller). Дедушка (Friedrich Matthias Theodor Friese, 1792—1863) и прадедушка (Jacob Friedrich Friese, 1765—1833) по отцовской линии также были известными мастерами по органам. Вначале он пошёл по отцовским стопам, став в 1878 году специалистом по строительству и налаживанию органов, но позже выбрал естествознание.
Первыми его наставниками по биологии были шверинский энтомолог Сигизмунд Браунс (Sigismund Brauns, 1839—1913) и Ф. В. Конов (Friedrich Wilhelm Konow, 1843—1908), с которыми он собирал первые коллекции насекомых и растений на совместных экскурсиях на природу. Во время работы по налаживанию работы органа в Halle-Merseburg (1880—1882), Фризе познакомился с известными энтомологами Эрнстом Ташенбергом (Ernst Ludwig Taschenberg, 1818—1898) и Отто Шмидкнехтом (Otto Schmiedeknecht, 1847—1936). Именно Шмидкнехт и определил увлечение систематикой пчёл молодого тогда ещё 23-летнего Фризе. В это время он совершил путешествие в научных целях на Балеарские острова (1883), Испанию и во Францию. В Париже он работал с крупнейшими коллекциями классиков энтомологии, таких как Латрейль, Лепелетье, Кювье и другие. Он также совершил путешествия в Швейцарию, Венгрию, Румынию, Далмацию (Хорватию), собрав коллекцию из более чем 10 тыс. одиночных пчёл. В 1886—1889 гг будучи по делам обустройства органов в Париже и Страсбурге, Фризе обучался зоологии, ботанике и физике в Страсбургском университете.
В конце XIX века Фризе с семьёй некоторое время жил в Инсбруке (Австрия), где познакомился с влиятельными гименоптерологами профессором Карлом Далла Торре (Karl Wilhelm von Dalla Torre, 1850—1928; будущий соавтор в нескольких совместных статьях), Антоном Хандлиршем и Францем Колем (Franz Friedrich Kohl, 1851—1924). В 1900—1905 годах Фризе проживал в Йене (Тюрингия), где работал над несколькими своими крупными монографиями, включая работу по пчёлам Африки.
В 1907 году Фризе получил почётную докторскую степень Гиссенского университета (Justus-Liebig-University of Giessen). В 1919—1934 годах он возглавлял отделение биологии в Шверинском медицинском управлении (нем. Landesgesundheitsamt Schwerin). До глубокой старости Фризе совершал велосипедные прогулки вместе со студентами, разделявшими его энтомологические пристрастия.
Фризе был одним из крупнейших в истории специалистов по систематике и фаунистике одиночных групп пчёл (Apoidea), мелиттологом (апиологом). Между 1883 и 1939 годами он описал 1 989 новых для науки видов и 564 новых вариететов и подвидов насекомых (а также 31 новый род и 37 новых подродов), главным образом, представителей различных семейств и родов пчелиных (более 99 %). Наибольшее число новых таксонов было им описано в родах Megachile (262), Bombus (232) и Halictus (153).
Умер 8 сентября 1948 года в Шверине, в один год с другим крупнейшим специалистом по пчёлам Теодором Коккерелем, кончину которых называют датой окончания описательной систематики пчёл.

## Основные труды
Им опубликовано 270 научных статей, включая 6-томную сводку о пчёлах Европы (1895—1901).
- Die Apidae (Blumenwespen) von Argentina nach den Reisenergebnissen der Herren A. C. Jensen-Haarup und P. Jörgensen in den Jahren 1904—1907, 1908
- Die Bienen Europas (Apidae europaeae). Akademische Druck- und Verlagsanstalt, Graz 1969 (Nachdruck der Erstausgabe 1895—1901)
- Megachilinae, Hymenoptera ; Apidae. Friedländer, Berlin 1911
- Die europäischen Bienen (Apidae) — Das Leben und Wirken unserer Blumenwespen. Eine Darstellung der Lebensweise unserer wilden wie gesellig lebenden Bienen nach eigenen Untersuchungen für Naturfreunde, Lehrer u. Zoologen. Vereinigung Wissenschaftlicher Verleger, Berlin, Leipzig 1922

## Признание
В честь Фризе названы несколько родов и видов пчёл, в том числе Eufriesea, Frieseomelitta, Friesella schrottkyi.